# Nedin Hoxha
Nedin Hoxha (* 12. November 1934 in Gjirokastra) war ein albanischer Politiker der Partei der Arbeit Albaniens.

## Leben
Hoxha wuchs im südalbanischen Gjirokastra auf, wo er auch die Schule besuchte und danach als Händler und Tischler tätig war. 1953 wurde er in die Partei der Arbeit Albaniens (Partia e Punës e Shqipërisë PPSh) aufgenommen. Ende der 1950er Jahre, nach dem Militärdienst, sowie Anfang der 1960er Jahre die Parteischule in Tirana. Ab 1963 übernahm er verschiedene Funktionen innerhalb der Partei im Kreis Gjirokastra.
Bei den Wahlen am 20. September 1970 wurde Nedin Hoxha erstmals Abgeordneter des albanischen Parlaments, des Kuvendi Popullor. Er gehörte der Volksversammlungfür den Kreis Gjirokastra von der siebten bis zum Ende der zehnten Legislaturperiode am 10. Januar 1987 an. Er war unter anderem Mitglied der Kommission für Planung und Haushalt der Volksversammlung.
Nachdem Kiço Ngjela als Opfer einer Säuberungswelle festgenommen und zu einer Freiheitsstrafe von 16 Jahren verurteilt worden war, übernahm Hoxha am 1. September 1975 den Posten als Handelsminister im Kabinett Shehu VI. Am 26. November 1977 kam es zu einer Umstrukturierung des Handelsministeriums, woraufhin Nedin Hoxha Minister für Außenhandel und Viktor Nushi Minister für Binnenhandel wurde. Den Posten des Außenhandelsministers bekleidete er auch im Kabinett Shehu VII (27. Dezember 1978 bis 14. Januar 1982) sowie Kabinett Çarçani I (15. Januar 1982 bis 22. November 1982), ehe im Kabinett Çarçani II Shane Korbeci neue Ministerin für Außenhandel wurde.
Von 1985 bis 1989 war er im Kreis Mat im Exekutivkomitee der Partei tätig. Im Hauptort Burrel wurde er zum Ehrenbürger ernannt.